# جوآن آزبورن
جوآن آزبورن (انگلیسی: Joan Osborne؛ زادهٔ ۸ ژوئیهٔ ۱۹۶۲) موسیقی‌دان، ترانه‌سرا و آوازخوان اهل ایالات متحده آمریکا است. وی از سال ۱۹۸۹ میلادی تاکنون مشغول فعالیت بوده‌است.